# پاتاگونیا اینک
پاتاگونیا اینک (انگلیسی: Patagonia, Inc.) شرکت تجهیزات ورزشی و پوشاک آمریکایی است، که در سال ۱۹۷۳ توسط ایون شوینارد تأسیس شد.